# Ștefan IV Mușat
Pour les articles homonymes, voir Étienne IV.
Ștefăniță Mușat, ou Ștefan IV cel Tânar (en français Étienne IV  le Jeune), (né vers 1505 et mort à Hotin le 12 janvier 1527) est voïvode de Moldavie de 1517 à 1527. La monarchie étant élective dans les principautés roumaines (comme en Hongrie et Pologne voisines), le prince (voïvode, hospodar ou domnitor selon les époques et les sources) était élu par et parmi les boyards et, pour être nommé, régner et se maintenir, s'appuyait fréquemment sur les puissances voisines, hongroise, polonaise ou ottomane.

## Origine
Fils illégitime du prince Bogdan III cel Orb et de Stana, morte le 26 janvier 1518.

## Règne
Il devient prince le 20 avril 1517 à l'âge de seulement 12 ans sous la régence du boyard Luca Arbore qui négocie un traité avec le royaume de Pologne. La principauté de Moldavie avait longtemps été une vassale et alliée de la Pologne mais cela ne signifie pas, comme l'affirment par erreur certains auteurs, qu'elle soit devenue une province polonaise ou un fief du roi de Pologne. Néanmoins les liens entre les deux états étaient restés, même s'ils s'étaient parfois combattus, et l'alliance polonaise était pour les voïvodes moldaves un moyen de desserrer l'emprise turque.
Mais quatre ans plus tard le jeune prince se brouille avec son tuteur Arbore et avec les Polonais. Il fait mettre à mort Arbore et ses deux fils Théodore et Nicolas. Il se lance ensuite, le 5 février 1526, dans une expédition de pillage contre l'autre principauté roumaine, la Valachie. Les boyards prennent peur des conséquences de cette politique impulsive qui dresse les voisins contre la Moldavie, et Ștefan IV Mușat meurt opportunément à Hotin le 12 janvier 1527 à l'âge de 25 ans ; la légende dit qu'il aurait été empoisonné par son épouse. Il est inhumé dans la nécropole familiale du monastère de Putna.

## Union et postérité
Ștefaniță Mușat avait épousé vers 1524 Stana Basarab, connue ensuite sous le nom religieux de Sofronia, qui était une fille du prince de Valachie Neagoe Basarab V.
D'une liaison avec une arménienne de Galicie épouse d'un certain Cherpéga, il eut un fils : le prince de Moldavie Ioan II Voda.

## Sources
- Grigore Ureche Chronique de Moldavie. Depuis le milieu du XIVe siècle jusqu'à l'an 1594 Traduite et annoté par Emile Picot Ernest Leroux éditeur Paris 1878. Réédition Kessinger Legacy Reprints  (ISBN 9781167728846) p. 257-279.
- (ro) Constantin C. Giurescu & Dinu C. Giurescu, Istoria Românilor Volume II (1352-1606), Editura Ştiinţifică şi Enciclopedică, Bucureşti, 1976, p. 265-271.
- Jean Nouzille La Moldavie, Histoire tragique d'une région européenne, éd. Bieler,  (ISBN 2-9520012-1-9)